# Motloutse
Motloutse är ett vattendrag i Botswana.   Det ligger i distriktet Central, i den östra delen av landet, 400 km nordost om huvudstaden Gaborone.
Omgivningarna runt Motloutse är huvudsakligen savann. Runt Motloutse är det mycket glesbefolkat, med 6 invånare per kvadratkilometer.